# 長狄僑如
長狄僑如（？—前616年），春秋时期中叶人物，長狄鄋瞒部落的首领，焚如、荣如、简如的哥哥。
前616年（周顷王三年、鲁文公十一年），僑如跟随赤狄为首的北狄诸部落进攻齐国，又进攻鲁国，鲁国大夫（三桓之一）叔孙得臣（叔孙庄叔）率领鲁师反击，十月初三日，在咸地（卫地，今河南省濮阳市东南，一说今山东省嘉祥县东南）击败鄋瞒，侨如被叔孙得臣俘虏。富父终甥用戈抵住僑如的咽喉，将他杀死。他的头被埋在子驹之门下边。叔孙得臣把自己的长子命名叫叔孙侨如。《汉书·古今人表》将他定位九等下下。